# Isaías
Pour le footballeur né en 1973, voir Isaias (football, 1973).
Isaías Marques Soares, dit Isaías, est un footballeur brésilien né le 17 novembre 1963 à Rio de Janeiro. Il était attaquant.

## Biographie
Isaías commence sa carrière dans son pays natal, à l'AD Cabofriense. Il s'expatrie en Europe en 1987. Il signe alors un contrat en faveur du club portugais du Rio Ave. Après une seule saison, il s'engage avec l'équipe de Boavista.
Après deux saisons passées avec Boavista, il rejoint le prestigieux Benfica Lisbonne en 1990. Il reste cinq saisons dans ce club, remportant deux championnats du Portugal et une Coupe du Portugal. 
Avec Benfica, Isaías atteint les quarts de finale de la Coupe de l'UEFA en 1993. Il joue comme titulaire le match aller gagné 2-1 face au club de la Juventus de Turin. En revanche il ne rentre pas en jeu lors du match retour perdu 3-0 sur le terrain des Bianconeri.
Avec le club lisboète, Isaías atteint également les demi-finales de la Coupe d'Europe des vainqueurs de coupe en 1994. Lors des demi-finales, il dispute en tant que titulaire le match aller gagné 2-1 à domicile face à Parme. Lors du match retour, il est une nouvelle fois titulaire, lors de la défaite 1-0 sur le terrain du club parmesan.
Avec Benfica, il atteint pour finir les quarts de finale de la Ligue des champions en 1995. Le club lisboète se fait éliminer de la compétition par l'équipe italienne de l'AC Milan. Isaías dispute 10 minutes lors du match aller perdu 2-0 à San Siro. Au match retour, qui se solde par un 0-0, il joue une trentaine de minutes.
En 1995, Isaías quitte le championnat portugais, et rejoint l'équipe anglaise de Coventry City. Son expérience en Premier League est très mitigée : il ne dispute que 12 matchs en championnat, en deux saisons, marquant tout de même deux buts. C'est ainsi qu'il retourne au Portugal en 1997.
Il joue alors deux saisons en faveur du club de Campomaiorense, atteignant la finale de la Coupe nationale en 1999. Il rentre ensuite dans son pays natal, et s'engage avec le club de ses débuts : l'AD Cabofriense. Il termine sa carrière à Friburguense en 2003.
Au total, Isaías aura joué 278 matchs en première division portugaise, inscrivant 97 buts. Il réalise ses meilleurs saisons en 1994-1995 et 1997-1998, où il inscrit par deux fois 14 buts.

## Palmarès
- Champion du Portugal en 1991 et 1994 avec le Benfica Lisbonne
- Vainqueur de la Coupe du Portugal en 1993 avec le Benfica Lisbonne
- Finaliste de la Coupe du Portugal en 1999 avec le SC Campomaiorense